# Station F
Station F er en virksomhedsinkubator for startups, beliggende i det 13. arrondissement i Paris. Det er kendt som verdens største startup-facilitet.
Beliggende i et tidligere jernbanegodsdepot tidligere kendt som la Halle Freyssinet (deraf "F" i station F). Faciliteten på 34.000 m2 blev formelt åbnet af præsident Emmanuel Macron i juni 2017 og giver kontorindkvartering til op til 1.000 nystartede og tidlige virksomheder såvel som for virksomhedspartnere som Facebook, Microsoft og Naver.
Station F har en række partnerskaber om opstartsprogrammer rettet mod iværksættere. Partnere omfatter Google, Ubisoft og Zendesk.
Campus er partner med forskellige skoler, såsom HEC Paris, den bedste europæiske handelsskole.